# Đuro Bakrač
Đuro Bakrač, hrvaški general, * 3. marec 1915, † 22. junij 1996.

## Življenjepis
Leta 1941 je vstopil v NOVJ in KPJ. Med vojno je bil poveljnik bataljona in namestnik poveljnikaa 7. banijske brigade, poveljnik Banijskega odreda, 3. brigade 7. divizije, 4. oblasti 4. korpusa,...
Po vojni je leta 1950 končal šolanje na Višji vojaški akademiji JLA in potem zasedal položaje poveljnika brigade, načelnika štaba divizije,...
Upokojen je bil leta 1964.

## Odlikovanja
- Red narodnega heroja
- Red zaslug za ljudstvo